# Indumentària de les classes benestants a la França del segle XVIII

Madame de Pompadour (1721-1764)

La Indumentària de les classes benestants a la França del segle xviii va tenir una evolució molt marcada pels esdeveniments històrics determinants de l'estil Rococó i de l'estil Neoclàssic. A partir de 1715 sorgeix un estil refinat que es coneix amb el nom de Rococó, caracteritzat per una estètica artificial que a vegades arribava a l'excés i a la frivolitat. La cort francesa marcava la moda i les tendències, fins i tot nombrosos pintors van captar aquest tipus d'indumentària, com per exemple Antoine Watteau o Maurice Quentin de la Tour. En l'última dècada del segle, les tendències van canviar a conseqüència del triomf de la revolució, de manera que van adoptar una nova estètica com a símbol dels nous valors polítics i socials.

## Definició de vestimenta
La vestimenta prové del llatí vestītus. Un vestit és una peça (o conjunt de peces) que s'utilitza per cobrir el cos. El concepte pot ser utilitzat com a sinònim de vestimenta, roba, indumentària o vestit, encara que generalment s'utilitza per anomenar el vestit sencer que porten les dones.

## Història
L'anàlisi de la indumentària durant el segle xviii es pot diferenciar en dues etapes: 
- Rococó: un estil dominant en l'època prèvia a la revolució francesa, un període durant el qual predomina l'hegemonia de França com a centre mundial de la moda.
- Neoclassicisme: és una moda posterior a la Revolució Francesa, que va sorgir amb el fort canvi ideològic polític i social que va transcórrer a tot Europa.

La història canvià irrevocablement amb la Revolució Francesa i la independència dels Estats Units. Així doncs, les peces de roba femenines i masculines també van experimentar canvis radicals i es van erigir com estils tan definits que durant el segle xx, que van ser represos i reinterpretats pels grans dissenyadors.
En aquest segle s'imposa la figura del Couturier i la confecció de la roba de les classes benestants queda a mans de veritables creadores, que ja no eren considerades anònimes, sinó que fins aleshores es van començar a reconèixer pel seu estil. El principal exponent en fou Rose Bertin, creadora de molts dels vestits de Maria Antonieta d'Àustria de típic estil rococó. Cal dir també que cada clienta triava els materials i aportava el seu propi estil quant a la realització de les peces.
El terme Couturier s'utilitza per designar la persona encarregada de crear un vestit, el que avui dia coneixem com a cosidor o modista normalment associat a l'alta costura.
Després de la Revolució Francesa, la insipient indústria de la moda es va veure molt afectada. Moltes de les clientes de Rose Bertin es van veure afectades per les seves posicions socials i van acabar elles mateixes treballant de cosidores i barreteres, com després succeiria al llarg de la història en tots els moments de conflicte: guerres i revolucions. En aquests moments difícils, la moda és entesa com una cosa banal i passa a ser una necessitat de segon ordre. Tanmateix, durant la postguerra, els anys 50, amb New Look Dior s'aconsegueix desmitificar aquesta tendència. Amb la mort de Lluís XIV i la coronació de Lluís XV el 1715 es va crear un estil elegant i refinat anomenat Rococó. Encara que el terme va ser utilitzat despectivament al segle xix. Avui dia es refereix a un estil artístic general representatiu de l'harmoniosa cultura francesa.
La cultura responsable de l'estil Rococó es caracteritzava per la recerca del plaer personal en la qual naturalment s'incloïa la indumentària, elevada a la categoria d'art. El període Rococó va estar marcat estilísticament d'una certa continuïtat amb el Barroc, quan parlem en termes de decoracions elaborades i d'un estil carregat. El Rococó es defineix pel gust, pels colors lluminosos, suaus i clars. Predominen les formes inspirades en la naturalesa, en la mitologia, en la bellesa dels cossos nus, en l'art oriental i especialment en els temes galants i amorosos. És un art bàsicament mundà, sense influències religioses, que tracta temes de la vida diària i de les relacions humanes. És un estil que busca reflectir el que és agradable, refinat, exòtic i sensual. La delicadesa i l'alegria dels motius Rococó han estat vistos sovint com una reacció als excessos del règim de Lluís XIV. Si el Barroc estava al servei del poder absolutista, el Rococó restà al servei de l'aristocràcia i la burgesia.
El 1780 el Rococó deixa d'estar de moda a França i va ser reemplaçat per l'ordre i la serietat de l'estil Neoclàssic que impulsà Jacques-Louis David. Encara que França ja havia estat un líder reconegut de la moda durant el regnat de Lluís XIV, durant el període Rococó es va confirmar la reputació del país com a líder de la moda femenina a tot el món. Al llarg del segle i abans de la revolució, la silueta femenina es caracteritzava per l'ús de mirinyac o parnier, amples cèrcols de metall sobre els quals la faldilla de la indumentària assumeix una amplitud considerable. Aquestes estructures es confeccionaven amb cèrcols de metall i eren sostingudes amb un cinturó. La silueta es tancava amb l'ús de la cotilla que marcava una cintura molt prima, mentre que un gran escot revelava el començament del pit. Les mànigues en general eren cenyides, acabaven per sobre del colze i portaven diverses capes de volats d'encaix, cintes decoratives, ramillets de flors artificials.

### Moda Rococó
El segle xviii es caracteritza per la utilització de teixits lleugers i clars, com sedes fabricades a Lió que substitueixen a les italianes que es van produir durant tot el segle xvii, en contraposició a l'aspecte més fosc i lúgubre dels segles anteriors i posteriors. Encara que les dones seguien portant llargues cotilles en forma de con (una forma que s'havia posat de moda durant els dos segles anteriors), amb l'arribada de les sedes de colors clars i la capa solta o màntua va desaparèixer l'aspecte plomís del passat. Les faldilles sobre armadures semblaven surar i onejar, i els prisats queien de les espatlles eliminant la sensació de rigidesa; nombrosos volants, encaixos, cintes i flors artificials completaven el conjunt.

### Període revolucionari
Fins a finals de segle no va començar a variar l'aspecte uniforme dels vestits. A França (abocada a la revolució) la moda es va fer més rígida, més sofisticada i formalista. A Anglaterra, que es produïa un canvi social més ordenat i un desenvolupament industrial explosiu, la moda va canviar la seva tendència normal i els dictadors de la moda es van decidir per l'abillament més pràctic de les classes obreres. Mentre els francesos lluïen rígids brocats, els anglesos van adoptar els teixits de llana i cotó. Arran de la Revolució Francesa, es van produir dos canvis radicals en la moda europea; així, la indumentària es va convertir en objecte de propaganda ideològica de la nova era. Malgrat la por a la revolució que existia en altres països europeus, la moda francesa va aconseguir imposar-se i afermar-se. Sedes, encaixos i brocats van desaparèixer de l'abillament masculí i, durant un temps, també del femení.

## Tipologies de vestimentes femenines

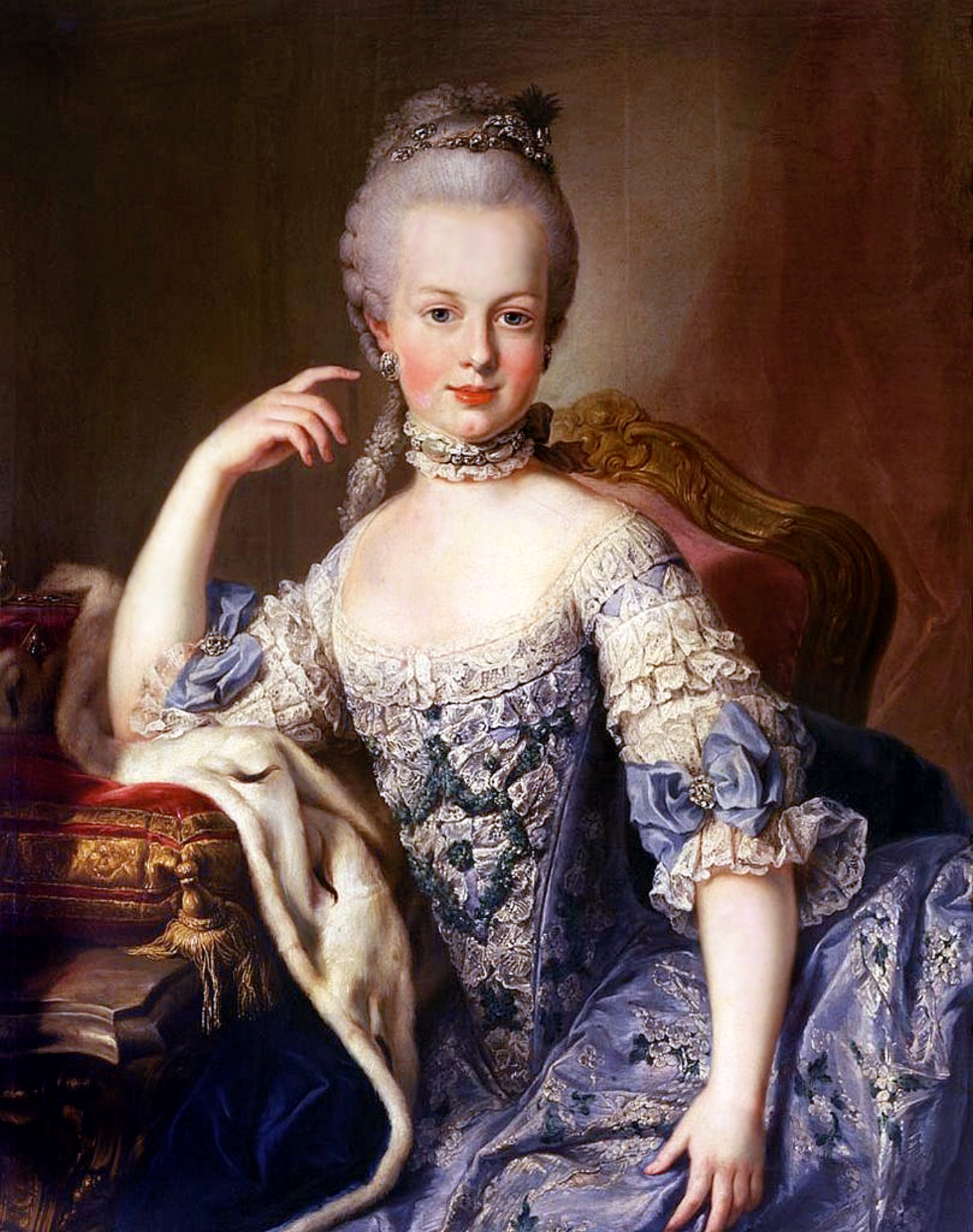
Maria Antonieta d'Àustria, el 1767

### Vestit a la Watteau d'estil Rococó
El nom va ser posat en honor d'un pintor, deixeble de Peter Paul Rubens que solia retratar dones en diverses escenes de la vida parisenca amb aquest estil d'indumentària. L'ànim d'Antoine Watteau revela l'esperit d'elegància que dominava la vestit de l'època. Aquest tipus de vestit era una peça bàsica en el guarda-roba de qualsevol dona de l'alta societat. Confeccionat en setí, era un vestit flotant, amb escot i la peça de l'estómac adornat amb cintes o monyos. El tret principal d'aquesta peça és una gran capa de volats que cauen per la part posterior i és sostinguda des de les espatlles. Les mànigues d'aquest vestit es diuen pagoda perquè imitaven aquelles casetes xineses de diversos sostres: el paral·lelisme s'aconseguia amb tres volats d'encaix.

### El vestit a la francesa d'estil Rococó
Aquesta complexa creació portava cintura encotillada i faldilla amb mirinyac. Disposava d'un profund escot en V o quadrat i s'adornava amb encaixos prisats. L'àmplia sobrefaldilla estava oberta pel davant i mostrava la sota faldilla. Aquest vestit presentava un estil carregat de superflus adorns: brodats, prisats, encaixos, cintes, etc.

### El vestit a l'anglesa
Mostra el gust prerrevolucionari per la moda d'aquest país. Consta d'una jaqueta curta amb solapes àmplies, una sota faldilla substitueix el mirinyac i amb un petit coixí s'accentua la part posterior. El vestit és concebut amb una silueta entallada però còmodament cenyit al cos amb balenes. La faldilla, en la part posterior, és més llarga i forma una cua. L'estil es completava amb un accessori d'inspiració masculina, una espècie de fulard adornat amb encaix. És un vestit llarg amb escot rodó i es tanca per l'esquena. Les mànigues són curtes i molt estretes, a la bocamàniga porta encaixos de lli a l'agulla. Aquest vestit és del neoclassicisme.

### El vestit a la polonesa d'estil neoclàssic
Era un tipus de vestit que portava la faldilla drapejada per mostrar els enagos i els turmells, la qual cosa ho convertia en un vestit molt pràctic per caminar a l'aire lliure. Els brodats i estampats de l'època estaven rebien influències de la naturalesa: grans roses, brancatges, el pastoral (tema de moda que s'utilitzava en totes les peces de vestir). Les Flors i els ocells es van convertir en un estil dominant que va posar en relleu una espècie de feminitat idealitzada.
Un dels personatges rellevants de la moda del segle xviii que es caracteritzaven per portar aquest vestit era Maria Antonieta d'Àustria.

### Vestit camisa d'estil neoclàssic
Un vestitd'una sola peça amb cintura ampla que cobreix tot el cos i marca una línia clara i tubular. El material més utilitzat pel vestit camisa és el cotó.

## Peces de roba
CasacaLa casaca és un tipus de jaqueta oberta per davant i amb la mateixa obertura a l'esquena. Està inspirada en una peça masculina.
JupóEl Jupó és un tipus de jaqueta amb mànigues estretes i llargues. S'entalla al tors i porta un gran escot rodó a la part del davant.
PetoAquests tipus de petos bordats tancaven per davant els vestits femenins, gipons, casaques i bates.
BataA Espanya va rebre el nom de Bata. És llarga i oberta per davant; es caracteritza pels plecs plans que comencen des del coll, recorren tota l'esquena i acaben en una cua.

## Complements i guarniments

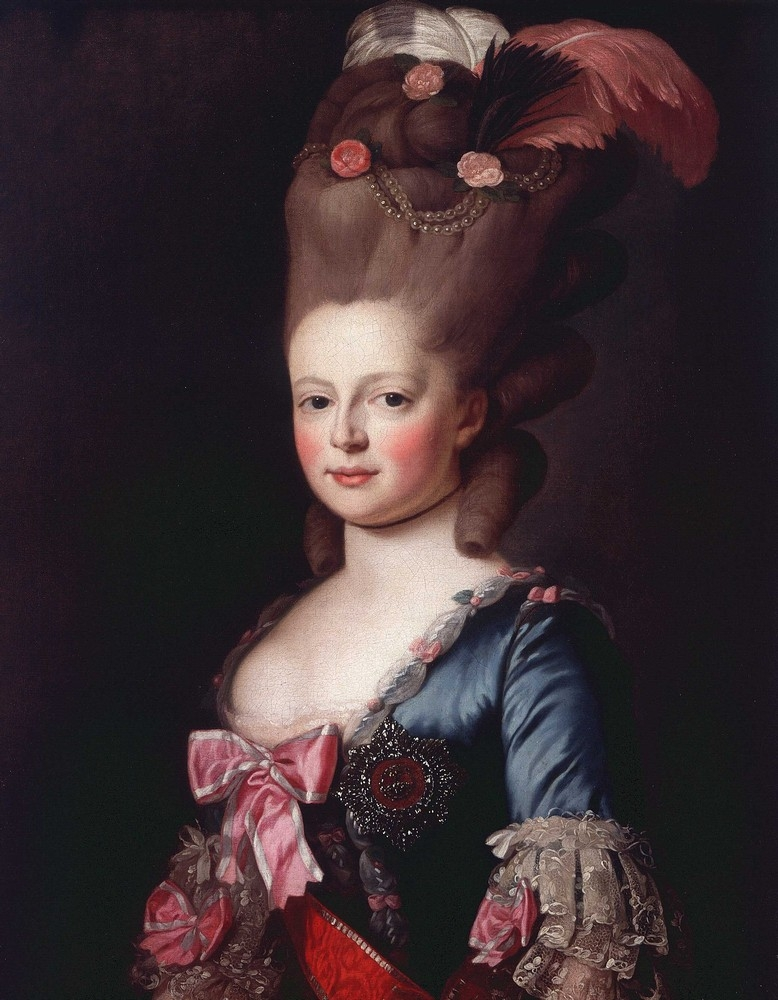
Retrat d'Alexander Roslin on hi surt Maria Feodorovna (Sophie Dorothea of Württemberg) amb el pouff.

### "Le Coiffure Pouff"
El Pouff va sorgir a mitjans de 1770. Va aflorar cap a una estructura complexa i va començar a ser tan alt com mai abans s'havia imaginat. Es tracta d'un pentinat extravagant amb monticles de cabell que s'elevaven per sobre dels caps de les dames de la cort.
L'enginy de les dones feia que utilitzessin gairebé tot el que trobaven al seu abast per posar-ho en els seus pentinats, incloent cinturons, joies, teles, flors, fruites, plomes, etc. El seu propi cabell aconseguia semblar una obra d'art en els seus caps, així que agafaven pèls dels seus criats o criades o fins i tot de cavalls, per exemple. A partir d'aquí, va néixer el pouff.
Les dones més elegants utilitzaven ninots d'aus, estàtues o fins i tot mini-jardins amb petits arbres artificials sobre el topall del seu cap. Dissenyar aquests pentinats podia ocupar tot el dia o fins i tot la setmana sencera. Aquest pentinat portava infinitat de dificultats: era gairebé impossible dormir sense que es desarmés (per a això van inventar un motlle "protector" perquè el pentinat durés setmanes); tampoc es podia viatjar, perquè les dones obstaculitzaven la berlina, per la qual cosa moltes vegades havien de treure el seu cap per la finestra o viatjar agenollades.
Aquests pentinats no eren gens higiènics. Les dones no es rentaven el cabell per no treure-se'ls. A més a més, el pentinat feia que el seu cap fos un focus d'insectes i paràsits, és per això que també havien creat una vareta especial per gratar-se el cap.

### Maquillatge
El maquillatge ha estat sempre lligat als costums de la societat. Durant tot el segle xviii les dones parisenques utilitzaven colors molt cridaners per les seves galtes, anomenat, “febre del coloret”. A França la majoria de les dones es maquillaven la cara, però les angleses limitaven gran part dels seus cosmètics a les cremes, locions i altres preparats de bellesa. S'utilitzaven tots els tons de colors vermell, també liles i taronges que es combinaven sobre el maquillatge blanc, en un to més apagat sobre les temples amb un vermell més encès als llavis, el coloret s'expandia cap a la zona exterior dels ulls.

### Sabates
Les sabates femenines del període Rococó es caracteritzen pel seu elevat taló.
En canvi, després de la Revolució Francesa 1795-1800 i el canvi de moda en la indumentària femenina, el taló de la sabata de la dona perd la seva alçada, fins gairebé desaparèixer.

### Xilena
La xilena són sabates altes amb punta estreta i curta. El taló és de rodet folrat de cuir. Porten la boca folrada de seda i rivetada amb una cinta.

### Guants
Mitena curta de seda, estan enriquits de fil en la decoració dels costats. La boca de la mitena es remata amb una decoració de punt calat. Els guants llargs arriben fins a l'avantbraç. Estan fets amb pell de cabrit i amb la boca retallada amb les tisores. Porten decorats amb fil de seda i amb alguns motius florals.

### Moneder
Són petites bosses rígides amb una base circular i boca arrugada mitjançant cordons de seda. Està realitzada en tafetà de seda i amb un forro de tafetà de fil. Es decora amb bordats erudits florals simètrics a una flor de vuit pètals, en seda policromada, fil metàl·lic daurat i lluentons.

### Fermalls de polsera
Els fermalls de polsera tenen forma de medalló amb una finestra oval. A cada finestra hi ha una miniatura: hi poden haver fotos d'homes o de dones.

### Ventall
El ventall va ser un complement essencial de la moda, es realitzava amb materials d'un autèntic luxe, i eren decorats per artistes famosos. Era un instrument de la coqueteria femenina que creava un llenguatge propi emprat en les arts de seducció.

## Filmografia
| Any  | Pel·lícula                                             | Director        | Actriu             |
| ---- | ------------------------------------------------------ | --------------- | ------------------ |
| 1938 | Maria Antonieta                                        | W.S. Van Dyke   | Norma Shearer      |
| 1956 | Marie-Antoinette reine de France                       | Jean Delannoy   | Michèle Morgan     |
| 1975 | Barry Lyndon                                           | Stanley Kubrick |                    |
| 1994 | Interview with the Vampire: The Vampire Chronicles     | Neil Jordan     | Kirsten Dunst      |
| 1984 | Amadeus                                                | Miloš Forman    | Elizabeth Berridge |
| 1988 | Les amistats perilloses                                | Stephen Frears  |                    |
| 1999 | Sleepy Hollow                                          | Tim Burton      | Cristina Ricci     |
| 2001 | El misteri del collaret (The Affair of the Necklace)   | Charles Shyer   | Joely Richardson   |
| 2003 | Pirates of the Caribbean: The Curse of the Black Pearl | Gore Verbinski  | Keira Knightley    |
| 2006 | Maria Antonieta                                        | Sofia Coppola   | Kristen Dunst      |
| 2006 | Pirates of the Caribbean: Dead Man's Chest             | Gore Verbinski  | Keira Knightley    |
| 2006 | El perfum                                              | Tom Tykwer      |                    |
| 2007 | Pirates of the Caribbean: At World's End               | Gore Verbinski  |                    |
| 2007 | Marie - Antoinette                                     | Francis Leclerc | Karine Vanasse     |
| 2008 | La Duquesa                                             | Saul Dibb       | Keira Knightley    |